# Le Dernier Combat (film, 1983)
Pour les articles homonymes, voir Le Dernier Combat.
Pour plus de détails, voir Fiche technique et Distribution.
Le Dernier Combat est un film français d'anticipation réalisé par Luc Besson et sorti en 1983.
C'est le premier long métrage du réalisateur, qui reprend ici l'intrigue de son court métrage L'Avant dernier (1981). Il a la particularité de ne contenir quasiment aucun dialogue.

## Synopsis
Après une apocalypse nucléaire, les rares survivants sont en majorité des hommes, les femmes ayant presque disparu. Ils semblent n'avoir qu'une seule obsession : s'entretuer ou asservir leur prochain. Les hommes ne peuvent plus parler, sans que l'origine de ce handicap soit révélée au spectateur.
Parmi eux, un homme (Pierre Jolivet) tente de survivre dans une ville dévastée. Il se réfugie auprès d'un vieux médecin (Jean Bouise), qui détient une jeune femme dans une pièce de son logement. Ils sont bientôt assiégés par un colosse aux intentions hostiles (Jean Reno).

## Fiche technique
Sauf indication contraire, les informations mentionnées dans cette section peuvent être confirmées par la base de données cinématographiques IMDb,  présente dans la section « Liens externes ».
- Titre original : Le Dernier Combat
- Titre américain : Le Dernier Combat (The Last Battle)[2]
- Réalisation : Luc Besson
- Scénario : Pierre Jolivet et Luc Besson
- Photographe : Patrick Camboulive
- Musique : Éric Serra
- Décors : Thierry Flamand et Christian Grosrichard

costumes: Martine Rapin 
- Montage : Sophie Schmit
- Production : Luc Besson
- Producteur délégué : Constantin Alexandrov
- Société de production : Les Films du Loup
- Société de distribution : Crystal Films (France),  Triumph Releasing Corporation (États-Unis)
- Pays de production :  France
- Format : noir et blanc - 2,35:1 - son Dolby
- Budget : 3 289 949 francs[3]
- Genre : anticipation, science-fiction post-apocalyptique
- Durée : 92 minutes
- Dates de sortie[2] :
  - France : 6 avril 1983
  - Canada : 16 septembre 1983 (festival de Toronto), 8 juin 1985
  - États-Unis : 12 novembre 1983 (festival de Chicago), 12 juin 1984
  - France : 24 juin 1992 (ressortie en salles)

## Distribution
- Pierre Jolivet : l'homme
- Jean Bouise : le Docteur
- Fritz Wepper : le capitaine
- Jean Reno : la brute
- Christiane Krüger : la copine du capitaine
- Maurice Lamy : le nain
- Pierre Carrive : un des hommes du capitaine
- Jean-Michel Castanié : un des hommes du capitaine
- Michel Doset : un des hommes du capitaine
- Bernard Havet : un des hommes du capitaine
- Marcel Berthomier : un des hommes du capitaine
- Petra Müller et Mylène Farmer (silhouette) : la femme en cellule
- Garry Jode : un des hommes du capitaine

## Production

### Genèse et développement
À l'origine, Luc Besson veut mettre en scène Subway, mais faute de moyens, il décide de faire un long-métrage d'après son court métrage L'Avant-dernier. Cette idée lui est suggérée par le bruiteur du court métrage, André Naudin.
Luc Besson et Pierre Jolivet tentent ensuite de faire financer le film. Le second fait jouer son carnet d'adresses et obtient de l'argent de la part de la chanteuse Marie-Paule Belle et de la productrice Michelle de Broca. Quelques rares investisseurs rejoignent aussi le projet comme un homme d'affaires d'origine russe, Constantin Alexandrov, qui promet 300 000 francs. Darty accepte de sponsoriser le film car une séquence se déroule dans un de leurs magasins. L'entreprise accepte de donner l'argent une fois le film visionné. En raison du budget très limité, Luc Besson peine à monter son équipe de tournage. Il parvient à engager Patrick Alessandrin comme assistant réalisateur.

### Attribution des rôles
Avant de revenir à Pierre Jolivet, le premier rôle était prévu pour François Cluzet, mais ce dernier doit décliner en raison d'un problème d'emploi du temps,.
Pour le rôle du médecin, le choix se porte sur Jean Bouise, acteur réputé qui a auparavant obtenu le César du meilleur second rôle masculin pour Coup de tête. Jean Bouise et Luc Besson se retrouveront pour Subway, Le Grand Bleu et Nikita, devenant au même titre que Jean Reno un acteur fétiche du réalisateur. Dans un livre consacré au Dernier Combat, Luc Besson raconte sa rencontre avec Jean Bouise :

« Pour le personnage du vieux médecin fou, on a pensé à Jean Bouise. J'aimais beaucoup cet acteur, qui correspondait exactement au rôle, mais je ne le connaissais pas... Le problème, c'est qu'il était à l'époque dans l'agence d'acteurs la plus importante de Paris, Artmedia, et que son agent nous avait dit qu'il ne voulait pas faire le film... On l'a contacté par un autre biais - un ami qui le connaissait - et là, on a appris que Jean n'était même pas au courant du projet. Il est venu avec Isabelle Sadoyan, sa femme, à un rendez-vous fixé dans un café. Je lui ai raconté notre histoire, fait lire le scénario de vingt pages, et il m'a dit oui, avec enthousiasme ! C'était quand même gonflé de sa part ! Longtemps après, il m'a raconté : « C'est vrai, tu étais tout jeune, mais on sentait que tu n'étais pas là pour faire le malin, pour briller, tu étais vraiment là pour ton film, tu y croyais, tu l'avais en toi !... ». Bien sûr, à l'époque, je n'avais guère d'arguments, si ce n'est la foi, l'envie, la pêche, mon court métrage et mes vingt pages ! Mais, quelque part, il y avait l'essentiel... Après cette rencontre, c'est Jean Bouise qui s'est battu contre Artmedia pour négocier son cachet, en demandant qu'on n'assomme pas ces jeunes sans le sou avec les exigences habituelles : il a fait ça cent fois dans sa vie. Les gens de la profession ne savent pas combien ils doivent à cet homme-là. Il a aidé, encouragé, épaulé tous ceux qu'il a croisés... C'était un être formidable. »

— Luc Besson, extrait de L'histoire du Dernier Combat, édition Bordas.
Fritz Wepper, acteur allemand, est connu pour son rôle de Harry Klein, le comparse de Horst Tappert dans la série télévisée Inspecteur Derrick.
Mylène Farmer, non connue à l'époque, apparaît comme figurante. On ne voit pas son visage car elle incarne une femme allongée sur un lit. Luc Besson réalisera le clip de sa chanson Que mon cœur lâche en 1992. Elle doublera aussi en 2006, 2009 et 2010 la voix de la Princesse Sélénia dans la saga Arthur et les Minimoys.

### Tournage
Le tournage s'est déroulé d'août à octobre 1982. La plupart des scènes ont lieu à Paris, sur des chantiers et immeubles abandonnés, parfois sans autorisations,. Des plans sont notamment réalisés rue Vivienne dans le 2e arrondissement ou près du quai André-Citroën dans le 15e arrondissement. Un ancien bâtiment EDF du Carrefour Pleyel à Saint-Denis est également utilisé et l'équipe tourne à la va-vite, la veille de sa destruction. Des scènes sont ensuite tournées pendant 5 jours dans une carrière près de Jouy-le-Châtel en Seine-et-Marne, car la mère et le beau-père de Luc Besson habitent non loin de là dans le hameau du Petit-Paris. En raison du budget très serré, c'est la mère de Luc Besson qui prépare le repas des acteurs et de l'équipe. Quelques plans sont ensuite tournés sur la dune du Pilat en Gironde. Après 11 semaines en France, une petite équipe se rend dans le désert tunisien. Une seule journée suffit pour faire les quelques plans extérieurs nécessaires.

## Postproduction

### Montage
Le montage est assuré par Sophie Schmit, alors compagne de Luc Besson, rencontrée sur le tournage de L'Avant-dernier.

### Bande originale
Particulièrement impressionné par le talent musical d'Éric Serra quelques années plus tôt, Luc Besson lui demande de composer la musique de son court métrage L'Avant dernier, puis de son premier long métrage le Dernier Combat. Les deux hommes collaboreront ensuite à de très nombreuses reprises.
Liste des titres
1. Thème (5:05)
2. Parking (0:25)
3. Ballade De Nuit (3:05)
4. Attaque De La Tour (1:50)
5. Envol (3:25)
6. Feu (0:22)
7. Ruines - Part 1 (3:35)
8. Alcool (2:35)
9. Face à Face (1:23)
10. Le Monstre (2:02)
11. Blessure (3:30)
12. Ruines - Part 2 (1:08)
13. La Découverte - Part 1 (3:33)
14. La Découverte - Part 2 (0:37)
15. Thème - Reprise (5:05)

### Problèmes financiers
Doté d'un budget initial de 600 000 francs — soit 91 380 euros, Luc Besson réalise finalement son film pour la somme de 3 289 949 francs, soit cinq fois plus. Le réalisateur, gérant de sa propre société de production Les Films du Loup, obtint un délai pour payer sa dette et évita ainsi la faillite. Son banquier n'accorda à Luc Besson qu'un découvert de 2 500 francs lorsque celui-ci demanda son soutien.
Luc Besson avoua par ailleurs qu'il ne connaissait rien aux démarches obligatoires pour pouvoir faire un film. Il engagera à la dernière minute un directeur de production, Louis Duchesne, qui l'aida notamment dans ses démarches avec le CNC.

## Accueil

### Critique
En mai 2000, Thierry Gandillot de L'Express écrit notamment : « Il fallait une certaine dose d'inconscience – c'est-à-dire d'enthousiasme – à Pierre Jolivet et Luc Besson, ce dernier alors âgé de 23 ans, pour tourner avec trois francs six sous un film de science-fiction en noir et blanc et sans dialogues. Le résultat porte la marque de l'indigence des moyens disponibles, de l'inexpérience des auteurs et des acteurs. Malgré cela, il révèle un souffle, porte la marque d'une invention, d'une énergie, d'un humour (très) noir, bref d'une volonté d'en découdre ».

### Box-office
En France, le film totalise 279 139 entrées, dont 46 974 à Paris.

## Distinctions
Source : Internet Movie Database

### Récompenses
- Festival international du film fantastique d'Avoriaz 1983 : Prix spécial du jury et prix du public
- Festival international du film fantastique de Bruxelles 1983 : Prix spécial de la critique
- Festival international du film de Catalogne 1983 : meilleur film
- Festival du film de Taormine 1983 : Charybde d'argent
- Fantasporto 1984 : meilleur film

### Nominations
- Festival international du film de Chicago 1983 : meilleur film
- Festival du film de Taormine 1983 : Charybde d'or
- César 1984 : nomination au César de la meilleure première œuvre

## Autour du film
Le Dernier Combat a la particularité de ne contenir aucun dialogue, mis à part une scène où Jean Bouise et Pierre Jolivet, ayant inhalé un gaz qui permet brièvement de parler, se disent « Bonjour ».
Le film obtient en 1983 le Prix spécial du jury au festival d'Avoriaz. Sa sortie occasionne cependant une brouille entre Luc Besson et Pierre Jolivet. Ce dernier, qui a mal vécu que le réalisateur ne l'appelle pas à ses côtés au moment d'accepter le prix à Avoriaz, en vient à le soupçonner d'avoir délibérément saboté l'exploitation commerciale du film - dont les résultats au box-office sont décevants - sa théorie étant que Besson était gêné de devoir partager la paternité de son premier long métrage et souhaitait se concentrer sur Subway. Pierre Jolivet, qui avait accepté un salaire réduit pour Le Dernier Combat en échange d'un intéressement sur les bénéfices, en arrive à porter plainte contre Luc Besson pour « non-exploitation du film », avec le soutien du coproducteur Constantin Alexandrov. Il sera cependant débouté une première fois, puis à nouveau en appel en 1999, la cour estimant que Besson n'était pas tenu à une « obligation de résultat ».